# Абдулмумин-хан
Абдулмумин-хан (узб. Abdulmo’minxon; 1738, Бухара—1751, Бухара, Бухарское ханство) — первый номинальный бухарский хан (1747—1751) из узбекской династии Аштарханидов.

## Биография
Абдулмумин-хан родился в семье бухарского хана из узбекского рода Аштархандов, Абулфейз-хана (1711—1747).
В 1747 году, после убийства Абулфейз-хана, фактическая власть полностью перешла в руки основателя узбекской династии Мангытов, Мухаммад Рахима (1747—1758). Мухаммад Рахим, заручившись поддержкой двора и «кызылбашей», посадил на трон девятилетнего сына Абулфейз-хана — Абдулмумина (1747—1751) и выдал в жёны свою единственную дочь. Но тот начал самовластно управлять государством. И через несколько лет, в 1751 году он был убит. Младенцы Убайдулла-хан III (1751—1754) и Ширгази-хан (1754—1756), сыновья Абулфейз-хана, объявленные после гибели Абдулмумина ханами Бухарского ханства, никакой роли в государстве не играли, да и не могли играть в силу возраста.